# 診断ドットコム
診断ドットコム（しんだんドットコム）とは、エンタメ系の診断で遊べる2019年2月11日にリリースされたウェブサイトである。いくつかの質問に答えると診断結果が表示される仕様で、その診断結果はTwitterなどのSNSで共有することができる。またクイズのコンテンツも存在する。

## 概要
診断ドットコムにアクセスすると「急上昇の診断」「新着診断」「人気の診断」が表示される。また検索ボックスにキーワードを入力して検索することで診断を検索することができる。 診断のページには名前を入力するテキストフィールドがあり、そこに自分の名前やニックネームを入れて「診断する」ボタンをクリックすると、質問が表示される。質問に回答していくと診断結果が表示される。この診断結果はTwitter等のSNSで共有することが可能。なお、名前は入力しなくても診断が可能な仕様となっている。

## 特徴
- 診断ドットコムの診断コンテンツやデザインとシステム構築はほぼ全て管理人が1人で作成している。もともとはユーザーが自由に診断を作れる仕様だったが、現在はユーザーは診断を作成することはできなくなっている。
- 診断コンテンツは、「あなたを海のどうぶつに例えると」「あなたをネコに例えたら」などの「○○に例えたら」という系統のものが多い。他には「あなたを女子化してみる」「あなたをアニメヒロイン化」などの「あなたを○○化」という系統や、「あなたの下ネタ耐性度診断」「あなたのゴリラ度診断」などの「あなたの○○度診断」という系統のものもある。
- 診断ドットコムの診断が連日Twitterのトレンドに入ったことでアクセス過多となり、レンタルサーバーからアクセス制限の措置を取られたことがある。その際AWSに乗り換えたものの保守費が高すぎて再びレンタルサーバーに戻している。因みにレンタルサーバーはエックスサーバーである。
- IP制限により中国と韓国と北朝鮮からのアクセスを禁止している。
- 過去に「男子脳女子脳診断！」という診断がSNSで炎上したことがある[1]。